# Wonotirto (Karanggayam)
Wonotirto is een bestuurslaag in het regentschap Kebumen van de provincie Midden-Java, Indonesië. Wonotirto telt 2083 inwoners (volkstelling 2010).